# Montreuil-la-Cambe
Montreuil-la-Cambe (mɔ̃.tʁœj.la.kɑ̃bⓘ) es una población y comuna francesa, situada en la región de Baja Normandía, departamento de Orne, en el distrito de Argentan y cantón de Trun.

## Demografía
| 148 | 138 | 103 | 94 | 84 | 79 |
| Para los censos de 1962 a 1999 la población legal corresponde a la población sin duplicidades (Fuente: INSEE [Consultar]) |     |     |    |    |    |